# نینس‌لیک
نینس‌لیک (به هلندی: Nijensleek) یک منطقهٔ مسکونی در هلند است که در وسترفلد واقع شده‌است. نینس‌لیک ۱٬۲۵۴ نفر جمعیت دارد.